# Mateus Feliciano Tomás
Mateus Feliciano Augusto Tomás (ur. 23 lutego 1953 w Chinguar, zm. 30 października 2010 w Chongoroi) – angolski duchowny katolicki, biskup Namibe w latach 2009-2010.

## Życiorys
Święcenia kapłańskie przyjął 18 września 1983 i uzyskał inkardynację do archidiecezji Huambo. Przez wiele lat pracował jako duszpasterz parafialny, był także m.in. wicerektorem i rektorem części propedeutycznej diecezjalnego seminarium oraz kanclerzem kurii.
21 marca 2009 papież Benedykt XVI mianował go biskupem nowo powstałej diecezji Namibe. Sakry biskupiej udzielił mu 21 czerwca 2009 w sanktuarium Matki Bożej Fatimskiej w Huambo abp Giovanni Angelo Becciu.
Zginął w wypadku samochodowym 30 października 2010.